# Guilin

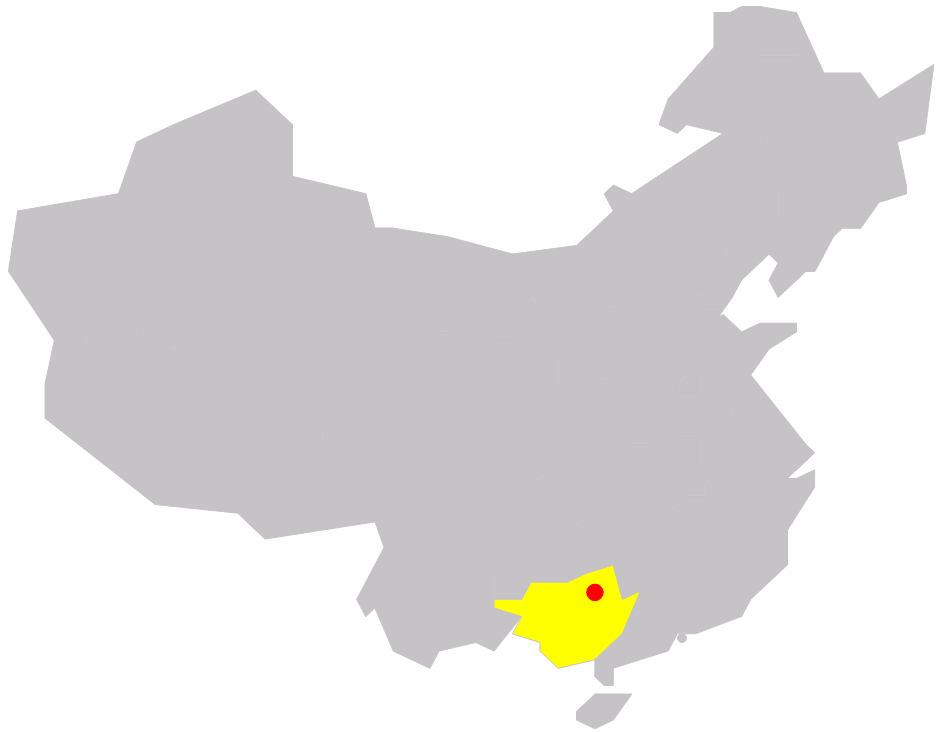
Localização de Guilin

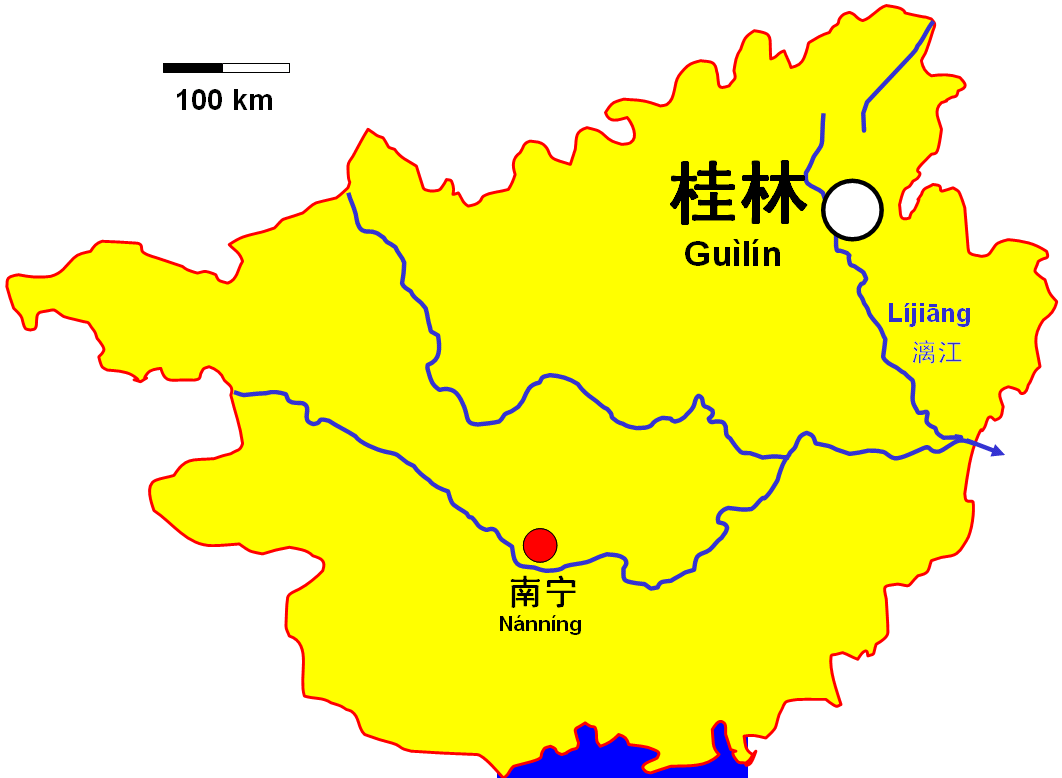
Localização de Guilin em Quancim

Guilin (em chinês tradicional: 桂林; chinês simplificado: 桂林; pinyin: Guìlín; Zhuang:Gveilinz) é uma localidade situada ao noroeste da Regiao Autónoma  Zhuang de Quancim, na República Popular da China. 

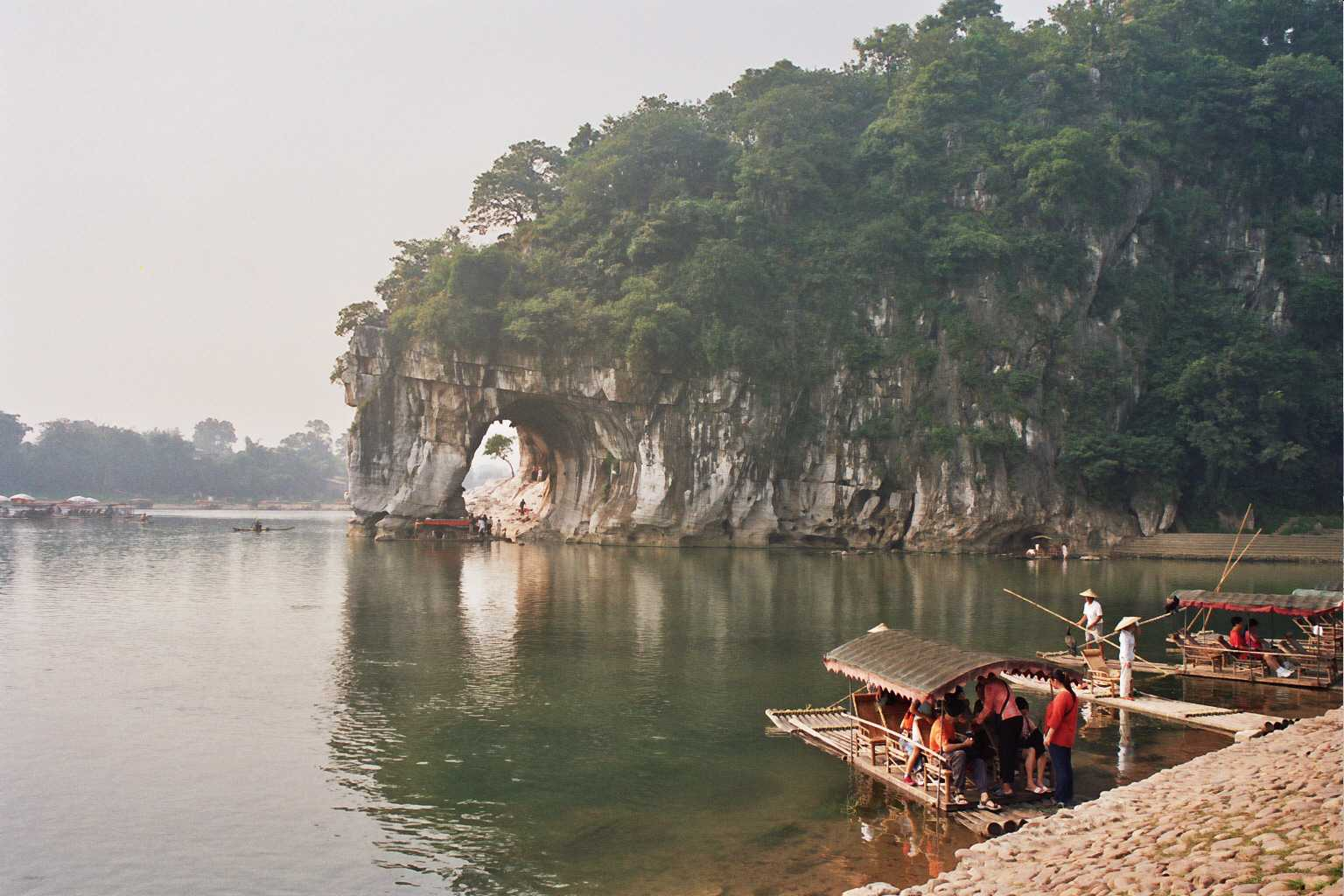
A Colina da Tromba de Elefante, marco da cidade.

Está situada na margem oeste do rio Li, em uma zona de montanhas cobertas de vegetação que conferem à cidade uma beleza especial. É uma cidade turística, sendo uma das atrações a pesca noturna com recurso ao cormorão, e os cruzeiros no rio Li para apreciar a paisagem cárstica das suas margens.
Ocupa uma área total de 27.809 km² dos quais 565 km² correspondem à cidade propriamente dita. Sua população aproximada (em 2010) era de 4,750 milhões de habitantes. As etnias presentes na cidade são  Zhuang, Yao, Hui, Miao, Han e Dong.